# Stadion Za Místním nádražím

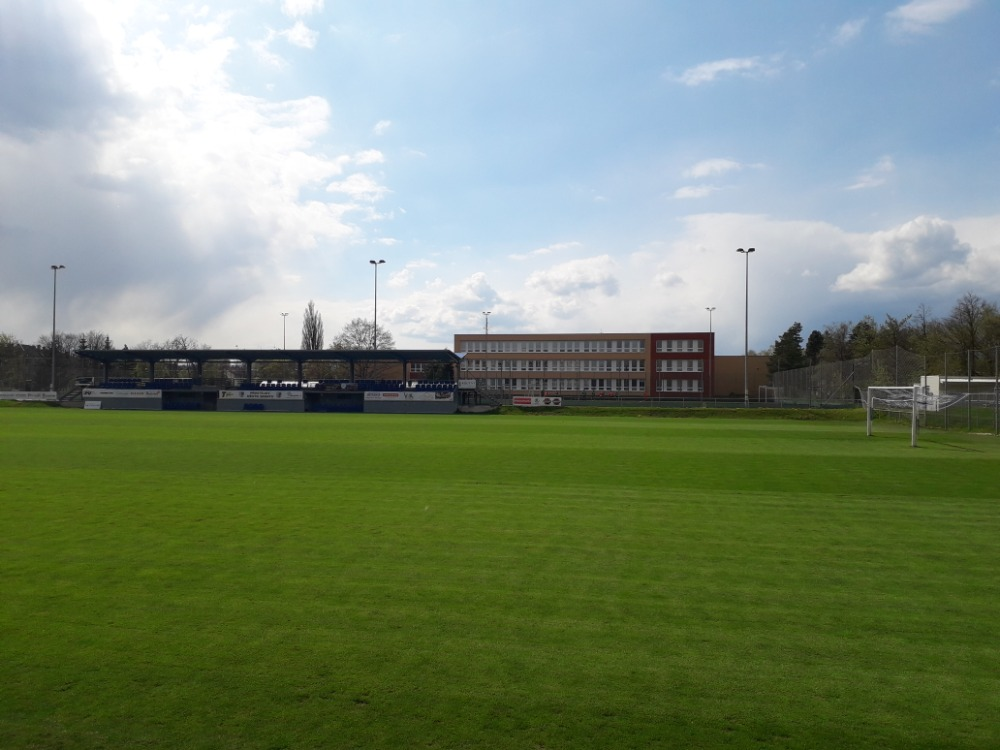
Stadion Za Místním nádražím

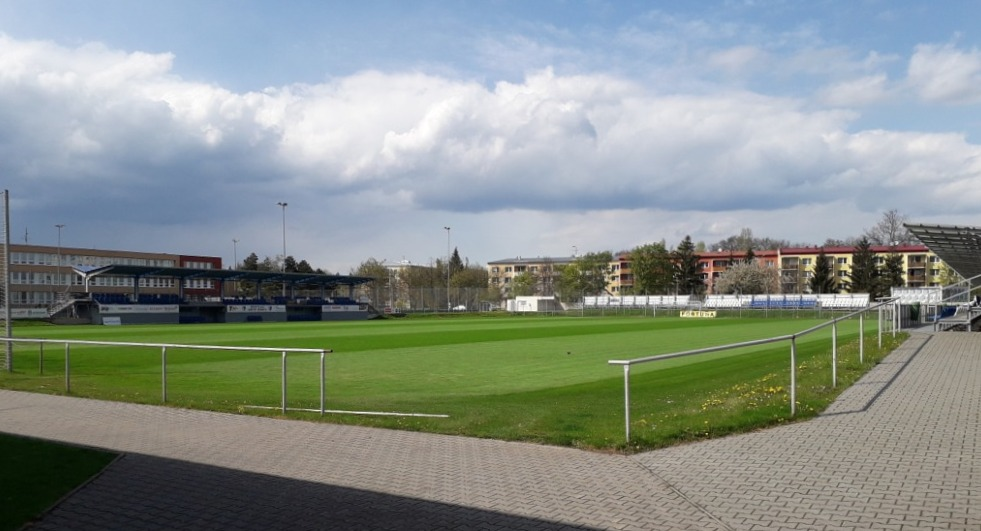
Stadion Prostějov

Stadion Za Místním nádražím je fotbalový stadion, který se nachází v moravském Prostějově. Původní hřiště oddílu SK Slavoj Prostějov, následně SK Rolný Prostějov (později TJ OP) je nyní používáno pro fotbalové zápasy klubů 1. SK Prostějov a Hané Prostějov. Kapacita stadionu je 3 500 diváků.
Stadion se nachází na severním okraji Prostějova, leží v těsné blízkosti vlakové stanice Prostějov - Místní nádraží. Tribuny stadionu se nachází na třech stranách. Hlavní tribuna je krytá a má své místo na západní straně. Naproti hlavní tribuny je větší, také krytá tribuna, která se nachází po celé délce východní části hřiště. Byla vybudována v roce 2012. Za severní brankou je potom sektor pro fanoušky hostů s místy k stání a další oddělená část tribuny s místy k sezení. Tato mista jsou nekrytá a byla vystavěna v souvislosti s postupem do FNL v roce 2016.
Ve stejném roce došlo k rekonstrukci oplocení areálu. Současná divácká kapacita činí 3500 míst.
V roce 2023 byla zahájena rekonstrukce areálu v souvislosti s novými požadavky na působení v profesionálních soutěžích. V první fázi bylo v letech 2023 - 2024 vybudováno umělé vyhřívaní hřiště, položen nový trávník a postaveno umělé osvětlení. Na západní straně stadionu, pak zároveň vznikla nová hlavní tribuna, pro 1184 sedících diváků.
Následně by rekonstrukce měla pokračovat přestavbou zbylých třech tribun.